# Johanna Catharina de Schubert
Johanna Catharina de Schubert, född 1763, död 1814, var en nederländsk krigshjältinna. 
Hon var gift med en rik bankir och bodde i Warszawa 1812, där hon genom personligt ingripande verkade för ryssarnas nederländska krigsfångar och fick general Herman Willem Daendels frigiven ur rysk fångenskap. För sina gärningar skildrades hon som hjältinna i Nederländerna och fick minnesmärken resta efter sin död. 